# Le Rêve de Gabriel
Pour plus de détails, voir Fiche technique et Distribution.
Le Rêve de Gabriel est un film documentaire long métrage d'Anne Lévy-Morelle, réalisé en 1996 et qui resta plus d'un an en salle de cinéma (distribué à partir de 1997, en Belgique principalement). Il a gagné le prix André-Cavens de l’Union de la critique de cinéma (UCC).

## Synopsis
Cette « épopée authentique » (appellation que la réalisatrice préfère à « documentaire ») raconte l'histoire d'un homme bien installé, Gabriel de Halleux, qui décide fin des années 1940 pourtant de tout quitter pour aller recommencer sa vie à Chile Chico, dans le fin fond de la Patagonie chilienne.
Début 2006, Anné Lévy-Morelle prépare son troisième opus : Le Berceau de l'enfant pisseur. Un site web lui est consacré.

## Fiche technique
- Titre : Le Rêve de Gabriel
- Réalisation : Anne Lévy-Morelle
- Scénario :
- Musique : Ivan Georgiev
- Photographie :
- Montage : Gervaise Demeure et Emmanuelle Dupuis
- Production : Thierry de Coster
- Société de production : Kladaradatsch!, RTBF et Saga Film
- Pays :  France,  Belgique et  Finlande
- Genre : Documentaire
- Durée : 84 minutes
- Dates de sortie : 
  -  Argentine : 15 novembre 1997 (Festival international du film de Mar del Plata)